# Teodora Ungureanu
Teodora Ungureanu, née le 13 novembre 1960 à Reșița (Roumanie), est une gymnaste artistique roumaine. 

## Biographie sportive
Aux Jeux olympiques de 1976 à Montréal, Teodora Ungureanu remporte la médaille d'argent en barres asymétriques et en concours général par équipes, ainsi qu'une médaille de bronze à la poutre. Elle termine aussi quatrième du concours général individuel.
Elle est médaillée d'argent aux Championnats du monde de gymnastique artistique 1978 à Strasbourg. 
Elle entre à l'International Gymnastics Hall of Fame en 2001.